# Comité d'organisation et de liaison des ligues algériennes
Le Comité d'Organisation et de Liaison des Ligues Algériennes ou (COLLA) était une confédération régionale nord-africaine de football disparue en 1962.

## Histoire
L'histoire des organisations communes aux ligues nord-africaines est aussi vieille, plus vieille même que celles des ligues nord-africaines elles-mêmes puisque, avant la naissance de la FFFA, les comités régionaux d'Alger, de Constantine, d'Oran et de Tunis disputaient déjà un championnat d'Afrique du Nord sous l'égide de l'USFSA. Certes le Maroc n'entra en lice qu'en 1926, la Tunisie se retira entre les années 1927 et 1937, mais l'idée était en marche. La nécessité de compétitions inter-régionales de ce côté de la Méditerranée s'imposait avec force à des ligues condamnées par leurs positions géographiques à vivre ensemble. L'Union des ligues nord-africaines de football ou ULNA, à laquelle restera attaché le nom du président Louis Rivet, devait amplifier son action et mettre plusieurs réalisations à son actif : le Championnat d'Afrique du Nord junior, le Championnat d'Afrique du Nord corporatif, le Tournoi des ligues nord-africaines et surtout la Coupe d'Afrique du Nord qui obtint le même succès que son aînée la Coupe de France.
Puis au vent de l'histoire, la Tunisie et le Maroc, s'érigèrent en fédérations autonomes marquant la fin de l'ULNA en 1956. L'union des ligues algériennes de football ou ULAF, prendra la relève avec la lourde mission au milieu des remous causés par la rébellion, de « maintenir » les relations inter-ligues avec une Coupe d'Algérie, diminuée mais ô combien attachante. Toutefois ni l'ULNA, ni l'ULAF n'avaient été reconnues officiellement par la Fédération. Aussi est ce à une commission spéciale qu'était confiée en 1959, l'organisation de la poule algérienne du championnat de France amateur. L'illogisme d'un tel système ne pouvait durer, un Comité d'Organisation et de liaison des ligues algériennes ou COLLA se substituait donc aux deux organismes existants. Dans sa réunion du 18 juin 1960, le Bureau Fédéral en approuvait le règlement et le chargeait de la gestion des épreuves fédérales en Algérie de toutes les compétitions strictement inter-ligues de même que les questions fédérales. Les divisions inférieures par contre demeurèrent sous la gestion des trois ligues restantes. Cette structure du football nord-africain fut la dernière de l'époque coloniale et prit fin avec l'indépendance de l'Algérie en 1962.

## Rôle du comité d'organisation
Le Comité d'Organisation et de Liaison des Ligues Algérienne fut l'entité qui succéda à la défunte Union des ligues algériennes de football, lors d'une réunion qui se tint au siège de la Ligue d'Alger le 17 juillet 1960. Organisme créé et voulu par la FFF, elle dut reprendre le rôle de sa prédécesseur qui était de maintenir les relations entre les différents clubs et ligues algériennes de football et d'assurer le développement du football en Algérie tout en contrôlant le déroulement des compétitions. Outre les compétitions existantes que furent celles des ligues régionales et de la Coupe d'Algérie, elle fut également chargée de la création et du contrôle direct du Championnat d'Algérie CFA, qui constituait alors le groupe six du Championnat de France CFA. 

### Organisations
À la suite de cette réunion qui scella définitivement le sort de l'ULAF, Monsieur Cosman président à la fois de celle-ci et de la Ligue d'Alger, présida donc une dernière fois la séance au cours de laquelle naquit le Comité d'Organisation. Lors de cette réunion le rôle du comité fut défini à travers un règlement général composé de seize articles.

Article premier
Sous l'autorité de la Fédération, les épreuves fédérales: Coupe de France et Championnat de France amateur sont confiées par le Bureau fédéral à un Comité siégeant à Alger, dénommé : « Comité d'Organisation et de Liaison des Ligues Algériennes ».
Article deux
Le Comité soumet au Bureau fédéral, aux fins d'homologations, toutes propositions tendant à la création ou à la modification d'épreuves inter-ligues strictement algériennes (Coupe d'Algérie, Championnat d'Algérie des jeunes, de Corporatifs, etc.) et toutes suggestions se rapportant aux questions d'ordre général intéressant les Ligues d'Algérie.
Article trois
Le Comité a également pour tâche d'établir la liaison nécessaire avec le Secrétariat fédéral à Paris pour toutes organisations nécessitant une gestion commune, tels que les stages d'entraîneurs et d'arbitres.
Article quatre
Les ressources du Comité sont assurées par les pourcentages fixés par les règlements des épreuves et par toutes autres contributions fédérales ou régionales nécessaires à la gestion des organisations de sa compétence.
Article cinq
Le Comité est composé de neuf membres nommées par le Bureau fédéral sur propositions des Ligues, à raison de trois pour chacune d'elles. Les Présidents des Ligues en exercice en font partie de droit. Elle comprend : un président, un premier vice-président, un deuxième vice-président, un secrétaire, un trésorier, quatre assesseurs.
Article six
Le Comité tient, à la fin de chaque saison, une réunion plénière au siège de la Ligue ayant assuré la présidence. Au cours de cette réunion, le bilan sportif de la saison est soumis à l'approbation des délégués qui auront à examiner également les propositions prévues de l'article deux et à approuver les comptes du Trésorier, sur rapport des deux Commissaires aux comptes désignés chaque année et choisis par le Bureau fédéral parmi les Présidents des Commissions des Finances des Ligues d'Algérie.
Article sept
Le Comité se réunit ordinairement aux dates fixées lors de la réunion plénière. En cas d'urgence, elle peut être convoquée extraordinairement par le Président avec un délai de préavis de cinq jours.
Article huit
La fonction de Président est dévolue successivement au Président de chacune des trois Ligues. Les deux autres Présidents assurant les Vice-présidence. Le Comité désigne son Secrétaire et son Trésorier.
Article neuf
Le Président dirige les séances du Comité et de la réunion plénière. Il signe avec le Secrétaire les procès-verbaux des délibérations. En cas d'absence, il est remplacé par l'un des Vice-Présidents ou à défaut par le doyen des membres présents. Au cours des réunions, les votes sont acquis à la majorité des membres présents, la voix du Président étant prépondérante.
Article dix
Le Secrétaire rédige les procès verbaux des séances. Il assure les relations avec la Fédération et les Ligues d'Algérie. Il diffuse les documents et assure la publication d'un bulletin officiel. Il dresse avec le Président l'ordre du jour des réunions
Article onze
Le Comité assure la gestion des fonds qui lui sont affectés. Le Trésorier reçoit et délivre quittance de toute somme.
Article douze
Le Comité nomme: 
1°/ un Comité restreint, composé de quatre membre choisis parmi les membres du Comité;
2°/ une Commission d'arbitrage composée des Présidents des Commissions régionales d'arbitrage des trois Ligues. Les attributions de ces organismes sont fixées par les articles treize et quatorze du présent règlement.
Article treize
Le Comité restreint se réunit chaque semaine au siège du Comité, il est chargé d'administrer et de contrôler les épreuves ainsi que toutes organisations communes aux Ligues algériennes visées à l'article trois. Enfin il juge les affaires de discipline.
Article quatorze
La Commission d'arbitrage procède à la désignation des arbitres. Elle juge en premier ressort les réserves techniques visant l'application des règles du jeu.

Article quinze
Les décisions du Comité d'Organisation et de Liaisons des Ligues Algériennes, du Comité restreint et de la Commission d'arbitrage sont notifiées par le Bulletin officiel ou, en cas de nécessité, par lettre recommandée avec accusé de réception. Toutes ces décisions peuvent faire l'objet devant les Commissions centrales de la Fédération, d'appels dans les délais fixés par le Règlement de chaque épreuve et dans les formes prévues à l'article soixante-dix des règlements généraux. Le délai imparti court à partir du jour de la réception de la lettre d'avis ou de la parution de la décision au Bulletin Officiel.
Article seize
Toutes les dispositions non prévues au présent Règlement seront réglées par le Comité.

### Les ligues régionales de la COLLA
La COLLA avait trois membres et regroupait les ligues de football d'Alger, d'Oran et de Constantine

### Médias et logos
À cette époque les compétitions sportives ne bénéficiaient pas des grandes techniques de diffusions audiovisuelles. Même si quelques rencontres et reportages étaient télévisées ou radiodiffusées, ceci était quelque chose d'assez rare hors métropole. Pour connaitre les résultats sportifs on s'en remettait principalement aux différents journaux spécialisés ou autres. Les Ligues du Maroc d'Oran, d'Alger, de Constantine et de Tunisie de Football Association possédaient leur propre organe de diffusion. Il s'agissait de bulletins d'information.